# Bobowo (plaats)
Bobowo is een dorp in het Poolse woiwodschap Pommeren, in het district Starogardzki. De plaats maakt deel uit van de gemeente Bobowo en telt 1271 inwoners.